# Заполе (Босния и Герцеговина)
Заполе (серб. Запоље / Zapolje) — село в общине Братунац Республики Сербской Боснии и Герцеговины. Население составляет 84 человека по переписи 2013 года.

## Население[3]
По данным на 1991 год, в селе проживали 708 человек, из них:
- 678 — бошняки,
- 3 — югославы,
- 1 — серб,
- 26 — представители иных национальностей.